# Astetholea lepturoides
Astetholea lepturoides là một loài bọ cánh cứng trong họ Cerambycidae.